# Kanton Île de Ré
Der Kanton Île de Ré ist ein französischer Kanton im Arrondissement La Rochelle, im Département Charente-Maritime und in der Region Nouvelle-Aquitaine. Er umfasst die zehn Gemeinden der Insel Ré. Bei der landesweiten Neuordnung der französischen Kantone wurde er 2015 neu gebildet aus den beiden Vorgängerkantonen Ars-en-Ré und Saint-Martin-de-Ré.

## Gemeinden
Der Kanton besteht aus zehn Gemeinden mit insgesamt 17.891 Einwohnern (Stand: 1. Januar 2022) auf einer Gesamtfläche von 85,32 km²:
| Gemeinde                   | Einwohner 1. Januar 2022 | Fläche km² | Dichte Einw./km² | Code INSEE | Postleitzahl |
| -------------------------- | ------------------------ | ---------- | ---------------- | ---------- | ------------ |
| Ars-en-Ré                  | 1.306                    | 10,95      | 119              | 17019      | 17590        |
| La Couarde-sur-Mer         | 1.112                    | 8,80       | 126              | 17121      | 17670        |
| La Flotte                  | 3.131                    | 12,32      | 254              | 17161      | 17630        |
| Le Bois-Plage-en-Ré        | 2.177                    | 12,18      | 179              | 17051      | 17580        |
| Les Portes-en-Ré           | 582                      | 8,51       | 68               | 17286      | 17880        |
| Loix                       | 742                      | 6,70       | 111              | 17207      | 17111        |
| Rivedoux-Plage             | 2.428                    | 4,52       | 537              | 17297      | 17940        |
| Saint-Clément-des-Baleines | 712                      | 6,80       | 105              | 17318      | 17590        |
| Sainte-Marie-de-Ré         | 3.392                    | 9,84       | 345              | 17360      | 17740        |
| Saint-Martin-de-Ré         | 2.309                    | 4,70       | 491              | 17369      | 17410        |
| Kanton Île de Ré           | 17.891                   | 85,32      | 210              | 1705       | –            |

## Politik
| Vertreter im Departementrat | Vertreter im Departementrat   | Vertreter im Departementrat |
| Amtszeit                    | Namen                         | Partei                      |
| --------------------------- | ----------------------------- | --------------------------- |
| 2015–                       | Lionel Quillet Gisèle Vergnon | UD                          |